# Antiphytum ehrenbergii
Antiphytum ehrenbergii là loài thực vật có hoa trong họ Mồ hôi. Loài này được (Brand) Govaerts mô tả khoa học đầu tiên năm 1994.